# Demet Demir
Demet Demir, née le 12 mars 1961 à Yalova, est une militante LGBT turque. Elle reçoit le prix Felipa de Souza en 1997 pour son militantisme.

## Biographie
Demet Demir naît à Yalova le 12 mars 1961. Lorsqu'elle a cinq ans, ses parents divorcent et elle et sa sœur déménagent à Istanbul. Demet Demir est assignée homme à la naissance, mais se découvre son identité trans vers 17 ans, en lisant l'histoire de Bülent Ersoy,. Ses rencontres ultérieures avec d'autres personnes trans au parc Gezi et dans les discothèques voisines, fréquentées par des personnes LGBT, renforce sa conviction.
En 1979, elle s'implique dans le mouvement de gauche turc  et est arrêtée le 1er mai 1980 lors d'une manifestation pour la fête du Travail. Tout au long de son parcours militant, elle cache sa transidentité pour se faire accepter au sein du mouvement politique. Après son arrestation, elle raconte avoir été torturée par la police, avant d'être envoyée dans des hôpitaux traitant de maladies sexuelles dans le but de la « guérir » de son homosexualité. Après le coup d'État de 1980 en Turquie, Demet Demir est condamnée à 15 mois de prison pour son activisme politique à partir de 1982, mais est libérée au bout de 8 mois,. Au cours de son emprisonnement, les codétenues sont mis au courant de son identité non hétéronormative et elle est soumise à l'isolement.
À sa sortie de prison, elle commence à affirmer son identité, mais ne s'engage pas immédiatement dans le militantisme LGBT. Selon Demet Demir, les homosexuels sont souvent soumis à des détentions illégales, à des violences physiques, à une discrimination active, à des déplacements forcés et à des agressions sexuelles,. Elle dit avoir été torturée alors qu'elle est détenue illégalement par le gouvernement, à trois reprises en 1983, et est témoin de raids de la police militaire dans les discothèques de Beyoğlu et les ghettos de Cihangir, pour violer des homosexuels,. Pendant ces périodes, elle reçoit peu de soutien de la part des partis de gauche qui considèrent la transsexualité comme une maladie bourgeoise. Elle commence alors à progressivement déchanter.
Par la suite, elle rejoint le Radikal Demokratik Birlik, responsable du lancement du premier mouvement en Turquie visant à éliminer les discriminations et les violences contre les personnes LGBT et d'autres minorités,. Elle prend conscience de la perpétuation de la violence systémique de l'État contre les minorités et découvre les concepts du féminisme, de l'environnementalisme et du militarisme. En 1989, Demir rejoint l'Association des droits de l'homme (HRA). Elle contribue à la création de la Commission des minorités sexuelles et d'autres plateformes similaires avec ses collègues féministes tel que Ayşe Düzkan et Filiz Karakuş. Elle devient la première déléguée transgenre de la HRA,. Son travail est souvent infructueux en raison de son exclusion par la majorité socialiste. La même année, elle est victime de discrimination active (et ultérieurement de torture), alors qu'elle assiste à un procès au nom de HRA, car ses caractéristiques physiques ne correspondent pas à son sexe auto-déclaré sur la carte d'identité.
En 1991, Demet Demir est de nouveau emprisonnée pendant deux mois et torturée par Süleyman le « Tuyau » Ulusoy, alors chef de la police de Beyoğlu, qui est connu pour ses actes de violence contre les personnes travesties,. Demet Demir devient alors première personne à être qualifiée de prisonnière d'opinion par Amnesty International qui inclut alors l'homosexualité sur sa liste des crimes politiques, Demet Demir essaie d'engager une action en justice, mais échoue. En 1995, elle défend les droits des travailleuses du sexe trans lorsqu'elles sont arrêtées et expulsées afin de « nettoyer » le quartier pour organiser la Conférence des Nations Unies sur l'habitat. Son action apporte une plus grande visibilité aux droits des personnes transgenres en Turquie. En 1996, elle subit une opération de changement de sexe pour obtenir une carte d'identité de femme, puis travaille en freelance dans des ateliers et des studios de presse, avant de rejoindre une entreprise pour bénéficier d'une retraite plus tard.
En 1997, OutRight Action International (anciennement la Commission internationale des droits humains des gays et des lesbiennes) décerne à Demet Demir le prix Felipa de Souza. Demet Demir est arrêtée et maltraitée physiquement le 12 juillet 1997, alors qu'elle tente d'empêcher la police de battre une jeune fille qui vend des mouchoirs fabriqués par des personnes transgenres pour gagner sa vie en dehors de la prostitution,. Elle sort d'un atelier organisé pour promouvoir les compétences professionnelles de la communauté travestie et transgenre. Demet Demir refuse d'être harcelée en raison de son activisme et poursuit le bureau de police du district de Beyoğlu,. L'affaire est reportée à plusieurs reprises avant que le tribunal ne se prononce en sa faveur en 2003 et ne condamne Ulusoy à 21 ans de prison, peine qui a été immédiatement annulée par le gouvernement en vertu d'une disposition d'amnistie.
En 1999, Demet Demir devient candidate aux élections du conseil municipal de Beyoğlu pour le Parti de la liberté et de la solidarité (ÖDP), devenant ainsi la première candidate transgenre à se présenter à une élection générale en Turquie. Elle perd finalement l'élection. En 2007, elle se présente sans succès au poste de députée à Isparta. En 2008, Demet Demir et d’autres militants transgenres créent LGBTT Istanbul. 
Elle dénonce l'attitude discriminatoire et violente de la police à l'égard de la communauté transgenre, et le fait que la communauté est souvent obligée de se prostituer pour gagner sa vie. Elle critique aussi le manque d’espace médiatique accordé aux personnes queer. Elle est responsable de l'impression et de la distribution des premiers badges triangulaires roses en Turquie et fait campagne avec succès pour l'abrogation des lois discriminatoires en matière de genre.
Demir est l'objet d'une exposition vidéo réalisée par l'artiste Kutluğ Ataman,.